# Гасаноглу, Рамиз
Рамиз Гасаноглу (азерб. Ramiz Həsənoğlu; род. 13 апреля 1946, Ереван) — азербайджанский советский режиссёр; Заслуженный деятель искусств Азербайджанской ССР (1989); Народный артист Азербайджана (2006).

## Биография
С 1966 года — помощник режиссёра на Азербайджанском телевидении. В 1971 году окончил Азербайджанский государственный институт искусств, в 1978 году — режиссёрский факультет Ленинградского института театра, музыки и кино.
Рамиз Гасаноглы — автор многих полюбившихся азербайджанским зрителям телеспектаклей, таких как: «Расстроенное пианино», «Ордан-бурдан» («Оттуда-отсюда»), «В поезде», «Эвлери кондалан яр», «Человек в зеленных очках». Он также экранизировал произведения азербайджанского писателя Анара — «Ты, я, он и телефон», «Оживляет нас век», «Тревога». Всего им поставлено более 50 художественных и документальных фильмов и телеспектаклей, а также более 200 телевизионных передач.
В 1989 году удостоен звания заслуженного деятеля искусств Азербайджанской ССР.
В 2000 году фильм «Семья», созданный в соавторстве с Рустамом Ибрагимбековым, был удостоен главного приза проходившего в Москве Евразийского фестиваля.
С 1993 года и по настоящее время Рамиз Гасаноглу руководит творческим объединением «Сабах» на Азербайджанском государственном телевидении.
В 2016 году удостоен Персональной стипендии Президента Азербайджанской Республики.

## Фильмография
- 1975 Наши женщины (документальный)
- 1976 Самед Вургун (документальный)
- 1977 Яркая судьба (документальный)
- 1978 Последняя ночь уходящего года
- 1978 Три эскиза (документальный)
- 1979 Сумгаит (документальный)
- 1979 Пересечение дорог
- 1980 Расстроенное пианино
- 1981 В поезде
- 1982 Эвлери кондалан яр
- 1983 Топал Теймур
- 1984 Невиновный Абдулла
- 1985 Прикосновение (документальный)
- 1985 Замкнутая орбита
- 1986 Ордан-бурдан (Оттуда-отсюда)
- 1997 Человек в зеленных очках
- 1989 На дорогах жизни
- 1990 Лицом к лицу с Анаром (также сценарист)
- 1992 Каманча
- 1993 Голодные простаки (по произведению А. Ахвердиева)
- 1998 Беспокойство (по произведению Джалила Мамедкулизаде)
- 1999 Человек в зеленных очках — 2
- 1998 Семья (совместно с Р. Ибрагимбековым)
- 2001 Некролог
- 2002 Пригласительная карточка
- 2007 Жизнь Джавида
- 2012 Посол зари